# Peter W. Schroeder
Peter W. Schroeder (* 2. Februar 1942 in Deutschland; † 6. September 2024) war ein deutscher Journalist und Autor.

## Leben
Schroeder studierte Wirtschaftswissenschaft. Er war stellvertretender Chefredakteur einer Nachrichtenagentur
in Bonn, dann Korrespondent für NATO und EU in Brüssel. Seit 1980 berichtete er als freier Auslandskorrespondent mittelgroßer deutscher, österreichischer und Schweizer Zeitungen aus den USA, er war vielzitierter Autor. Er galt als scharfer Kritiker der Irakpolitik von George W. Bush. Schroeder war mit der Journalistin und Autorin Dagmar Schroeder-Hildebrand (* 1943) verheiratet, die aus Washington berichtete, das Ehepaar hat einen Sohn und eine Tochter.
Sein Buch Das Büroklammer-Projekt berichtete über die ungewöhnliche Geschichte eines Holocaust-Mahnmals einer Schule in Whitwell, Tennessee im Süden der USA. Das Mahnmal wird aus sechs Millionen Büroklammern gebildet, eine für jedes Opfer des Holocaust. Dafür wird in der ganzen Welt gesammelt.

## Korrespondent für folgende Zeitungen
- Wiesbadener Kurier
- Berliner Zeitung
- Bremer Nachrichten
- Neue Presse (Hannover)
- Weser-Kurier Bremen
- Augsburger Allgemeine
- Stuttgarter Nachrichten
- Main-Echo, Aschaffenburg
- Vorarlberger Nachrichten, Schwarzach
- Kleine Zeitung, Wien
- Rhein-Neckar-Zeitung, Heidelberg
- Donaukurier Ingolstadt

## Veröffentlichungen
- Das große Glück der Lena Lieba Gitter Rosenblatt. Eine Biographie. Verlag Styria, Graz Wien Köln 1996, ISBN 3-222-12426-4
- Das Büroklammer-Projekt, Bertelsmann, München 2000, ISBN 3-570-14607-3
- Europa ohne Amerika?, Interfrom, Zürich 1990, ISBN 3-7201-5230-8
- mit Dagmar Schroeder-Hildebrand, Six million paper clips: the making of a children's Holocaust memorial, Kar-Ben Publishing, 2004, ISBN 978-1-58013-169-8
- Reiner und Anne Engelmann (Hrsg.), Lutz van Dijk, Reiner Engelmann, Christian Führer, Otto Herz, Peter W. Schroeder u. a. (Autoren), Zivilcourage JETZT!, Arena, Würzburg 2002
- USA – Die unvollendete Geschichte einer Supermacht, Arena Verlag, Würzburg 2010, ISBN 978-3-401-06525-0.
- Assmanns Ende, Norden Books, 2011, ISBN 978-0-9878216-0-7.